# 班·強生 (演員)
班·強生（Ben Johnson），本名法蘭西斯·班傑明·強生（英語：Francis Benjamin Johnson，1918年6月13日—1996年4月8日），是美國牧馬場主、專業牛仔競技運動員、電影特技替身演員、西部片演員。

## 生平
1918年出生於典型美國西部、奧克拉荷馬州印第安保留區。班·強生是切羅基與愛爾蘭後裔。他在美國西南部經營牧馬場，也是專業牛仔競技運動員，並獲得全國冠軍榮銜。1940年代初，他被霍華德·休斯延攬入電影業，做為騎術的特技替身演員。
1948年，約翰森在導演約翰·福特「騎兵隊三部曲」首部的《要塞風雲》中，擔任亨利·方達的替身，約翰·福特十分賞識他，因此在此後兩部曲《黃巾騎兵隊》、《邊疆鐵騎軍》直接讓班·約翰森本身出現在幕前，演出一名智勇兼備的青年騎兵崔維斯·泰瑞士官，以展現其精湛的騎術。此後他繼續在福特及其他導演的西部片，擔任幕後的騎術指導或特技替身，也在幕前作為程度不等的配角。他出現過的其他著名影片還有《原野奇俠》、《獨眼龍》、《日落黃沙》、《鄧迪少校》、《亡命大煞星》等。
班·強生一直持續他的本行：牧馬場主及牛仔競技活動，一直到70多歲都還能在牛仔競技中獲勝。演員於他來說只是副業，並無當主角之意願。儘管如此，約翰森還是在1971年彼得·波丹納維奇影片《最後一場電影》，得到奧斯卡最佳男配角獎、金球獎、紐約影評人協會獎、英國電影和電視藝術學院的最佳男配角獎。約翰森演出一位名叫獅子山姆，老牛仔形象、父親形象，緬懷舊日美國的電影院老闆。班·約翰森雖然以電影業而言並非一線影星，但是他仍頗受尊重。當初他本來因為《最後一場電影》中有「罵髒話」對白及裸泳鏡頭而拒絕演出。在老友約翰·福特的勸告下，以及導演彼得·波丹納維奇為他大幅收斂尺度方才應允。約翰森劇中經營的電影院，還掛了他一張早年的電影海報。
他於1996年去世，享年77歲。好萊塢星光大道有屬於班·強生的星星。美國國立牛仔與西部史蹟博物館，將他列入西部演員的展覽廳，並在他逝世後製作向其致敬的紀錄片。

## 個人
班·強生22歲時結婚，與妻子維持53年的婚姻直到她去世為止，他們沒有兒女。約翰森為人正派，長期從事慈善公益活動，特別關注青少年兒童慈善事業，並在其家鄉遺澤至今。

## 扩展阅读
- Oliver, Myrna. . The Los Angeles Times. 1996-04-09  [2017-01-05]. （原始内容存档于2013-10-24）.
- http://files.usgwarchives.net/ok/osage/obits/lssnwrdr.txt （页面存档备份，存于） (archive of Ollie Susan Johnson's obituary)

## 外部連結
- 班·強生在互联网电影资料库（IMDb）上的資料（英文）
- 在Find a Grave上的班·強生 (演員)